# Liste der Prinzen von Bailan
Dies ist eine Liste der sogenannten Prinzen von Bailan (tib. pa'i len dbang; chin. Bailan wang 白兰王/白蘭王; engl. Prince of Bailan/Bailan Prince usw.) während der Zeit der Sakya-Hegemonie der tibetischen Geschichte der Mongolenzeit. Der Titel wurde zuerst 1263 von dem Mongolenherrscher Kublai Khan an den Sakya-Lama Chagna Dorje (phyag na rdo rje), Phagpas ( 'phags pa) jüngeren Halbbruder, verliehen.

## Übersicht
- Chagna Dorje (phyag na rdo rje[1])
- Sönam Sangpo (bsod nams bzang po[2])
- Künga Legpe Chungne Gyeltshen Pel Sangpo (kun dga´ legs pa'i 'byung gnas rgyal mtshan dpal bzang po[3])
- Dragpa Gyeltshen (grags pa rgyal mtshan[4])